# Édit de Caracalla

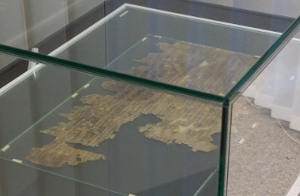
Le papyrus Giessen 40, comportant une traduction grecque d'époque de la Constitutio Antoniniana.

Pour les articles homonymes, voir Caracalla (homonymie).
L'édit de Caracalla de 212, également appelé Constitution antonine (en latin : Constitutio Antoniniana), est une des lois les plus connues de l'Empire romain. Promulgué par Caracalla, empereur romain de 211 à 217, il accorde, à la date de promulgation de l'édit, la citoyenneté romaine à tout homme libre de l'Empire qui ne l'avait pas encore acquise, la citoyenneté romaine étant héréditaire — par la filiation et l'adoption.
Longtemps, l'édit ne nous a été connu que grâce à quelques auteurs antiques, dont seuls deux sont contemporains des faits : une brève citation d'Ulpien dans le Digeste  et l'Histoire romaine de Dion Cassius (seul commentaire contemporain des faits). Il faut y ajouter le Livre des Césars d'Aurelius Victor, la Cité de Dieu d'Augustin d'Hippone et d'autres auteurs chrétiens comme Jean Chrysostome. Le texte de l'édit, très endommagé, a finalement été découvert dans le Papyrus Giessensis 40, dans la collection de la bibliothèque de Giessen.

## Un texte d'une grande portée
Jusqu'en 212, la citoyenneté romaine (avec ses privilèges mais aussi ses devoirs fiscaux) n'était accordée de façon globale qu'aux habitants de l'Italie et dans les provinces aux municipes ayant le statut de colonie romaine. Elle pouvait aussi s'acheter, avec transmission à toute la descendance existante et à venir. Peu à peu le nombre de citoyens avait donc augmenté et les élites provinciales en avaient largement profité. La citoyenneté romaine était aussi obtenue après 24 ans de service dans les troupes auxiliaires de l'armée romaine. C'était l'un des principaux attraits de la carrière militaire. Le nouvel édit, en accordant le droit de cité romain à tous les hommes libres de l'Empire vise l'unité morale de l'Empire romain.
Les raisons qui ont poussé Caracalla à prendre cette mesure sont mal connues. Élargir l'assiette de l'impôt semble improbable, puisque les populations sous domination romaine en payaient aussi. Raffermir le pouvoir du jeune empereur en s'appuyant sur le peuple des provinces romaines ? Simplifier les procédures administratives en réduisant le nombre de statuts ? L'historien antique Dion Cassius met en exergue la possibilité d'une portée fiscale pour l'édit : en accordant le droit de cité à un grand nombre d'habitants, l'empereur apporte un revenu non négligeable à l'Empire avec l'impôt sur la succession. Yann Le Bohec, professeur à l'Université Paris IV Sorbonne, estime que « les historiens se sont d'abord extasiés devant la générosité de Caracalla. En réalité, on considère de nos jours, et à juste titre, que cet empereur n'a fait qu'achever un processus depuis longtemps en marche, et que les bénéficiaires ont dû en être peu nombreux ». On estime pourtant aujourd'hui qu'au maximum 30 pour-cent de la population libre de l'empire devait bénéficier de la citoyenneté romaine.

## Texte de l'édit
Le texte de l'édit est connu partiellement par la découverte d'un papyrus égyptien le transcrivant, mais malheureusement très abîmé conservé aujourd'hui à l'université de Giessen en Allemagne. Des écrits ultérieurs y font référence. Le texte ci-après est donc une reconstitution à partir de ce fragments :

« [César] Marc Aurèle Sévère Antonin Auguste proclame :

[D'une manière générale, c'est à la divinité qu'il faut] avant tout [reporter et] les causes et les raisons (des choses) ; [et moi aussi, comme il se doit], je voudrais rendre grâces aux dieux [immortels] pour m'avoir sauvé d'un tel [complot tramé (contre ma vie)]. Voilà pourquoi j'estime pouvoir accomplir de manière si [magnifique et si digne des dieux] un acte qui convienne à leur majesté, en ralliant [à leur culte, comme Romains], [autant de fois de dizaines de milliers (de fidèles)] qu'il en viendra chaque fois se joindre à mes hommes. Je donne donc à tous [ceux qui habitent] l'Empire le droit de cité romaine, étant entendu [que personne ne se trouvera hors du cadre des cités], excepté les déditices. Il se doit en effet [que la multitude soit non seulement associée] aux charges qui pèsent sur tous, mais qu'elle soit désormais aussi englobée dans la victoire. [Et le présent édit] augmentera la majesté du [peuple] romain : [il est conforme à celle-ci] que d'autres puissent être admis à cette même [dignité que celle dont les Romains bénéficient depuis toujours], alors qu'en étaient exclus... de chaque... »

## Impact négatif de l'édit
L'édit proclame citoyen romain tout habitant libre de l'Empire mais crée en même temps deux catégories de citoyens aux droits très inégaux : les honestiores en haut, les humiliores en bas (les plus honnêtes, les plus humbles)[réf. nécessaire].
Au-delà des divers avantages que ce texte a produits, que ce soit pour la gloire personnelle de l'Empereur, ou bien pour des raisons fiscales, cet édit a pu avoir un impact négatif sur les recrutements de l'armée romaine. En effet, avant 212, le principal moyen d'obtenir la citoyenneté romaine résidait dans le service militaire, ce qui attirait nombre de provinciaux. Le service militaire durait 20 ans dans l'armée de terre, 26 ans dans la marine romaine. Cependant, à l'issue de ces années de service, le soldat gagnait la citoyenneté romaine, et touchait une somme de départ équivalente à plusieurs soldes, ce qui lui permettait de s'installer et de s'intégrer dans le monde romain.
Une fois l'édit de Caracalla mis en place, l'attrait de l'armée chuta rapidement aux yeux des provinciaux, ceux-ci étant automatiquement citoyens romains à la date de l'édit, et, par la suite, par hérédité, puisqu'un des fondements de la citoyenneté romaine est qu'elle est héréditaire (filiation ou adoption, et les romains adoptaient beaucoup). L'édit de Caracalla n'institue pas le « droit du sol » dans l'Empire romain, droit qui n'existe jamais dans l'Empire.
Toutefois, selon certains historiens analysant le déclin de l'Empire (par exemple. J..B. Bury, History of the Later Roman Empire, chap. IX), l'édit a pu expliquer, en partie, les grandes difficultés militaires des armées romaines, elles-mêmes nées des difficultés de recrutement des troupes auxiliaires. Difficultés que l'Empire connaît dès lors que l'armée n'est plus une armée de conquête, mais une armée de défense de l'Empire, ceci dès la fin du IIIe puis et surtout aux IVe et Ve siècles.
Un autre impact négatif est qu'en transformant les pérégrins de l'Empire en citoyens romains, le fait d'être un citoyen romain chrétien constitue un délit puisqu'il refuse de faire un sacrifice aux dieux romains. Dès lors, les persécutions s'accentuent.
La cité de Volubilis, elle, accueille favorablement l'édit de Caracalla en y construisant même un arc de triomphe pour remercier l'empereur[réf. nécessaire].

## Conséquences
La citoyenneté a été accordée aux pérégrins, hommes nés libres dans l'Empire mais n'étant pas citoyens. La plupart des paysans ne vivant pas en Italie ont aussi gagné la citoyenneté.

### Sources antiques
- [Ulpien] Ulpien, dans Digeste (BNF 13736027, LCCN n82082452), p. I, 5, 17.
- [Dion Cassius] Dion Cassius, Histoire romaine (BNF 12240536, LCCN n86114124), p. LXVII, 9.
- [Augustin d'Hippone] Augustin d'Hippone, La Cité de Dieu (BNF 12008376, LCCN n84160113), p. V, 17.